# Gare de Saint-Savin
La gare de Saint-Savin est une ancienne gare ferroviaire française de la ligne de Saint-Benoît au Blanc, située sur le territoire de la commune de Saint-Savin, dans le département de la Vienne, en région Nouvelle-Aquitaine.

## Situation ferroviaire
Établie à 109 mètres d'altitude, la gare de Saint-Savin est située au point kilométrique (PK) 386,6 de la ligne de Saint-Benoît au Blanc, sur la section déclassée, entre les gares déclassée de Chauvigny et d'Ingrandes - Mérigny. En direction de Chauvigny, s'intercale l'ancienne halte de Paizay-le-Sec.

## Histoire
La section suivante de Saint-Savin au Blanc, est mise en service le 7 novembre 1887 par la Compagnie du PO.

## Patrimoine ferroviaire
L'ancien bâtiment voyageurs de la Compagnie du PO. En 2013 le bâtiment en bon état est une propriété privée« Rue de la Gare, Saint-Savin », sur Street View, août 2013 (consulté le 25 août 2016).